# アイレボ -Ice Revolution-
『アイレボ -Ice Revolution-』（アイレボ アイス レボリューション）は、原作・堤亜弥、作画・竹村洋平によるフィギュアスケートを題材にした日本の少女漫画作品。『ジャンプスクエア』（集英社）にて2008年12月号から8月号まで本誌で連載。その後、第10話はweb読み切りとしてジャンプスクエア公式サイトに掲載され、最終話は単行本書き下ろしされた。話数カウントは「act - 」。

## あらすじ
幼いころから空手三昧の生活を送ってきた女子中学生・大沢真崎は、見た目も性格も男性のようであった。
ある日、交通事故に遭いそうになったところをたまたま通りかかった橘カオルに助けられる。無我夢中でその場を走り去り、名前を聞かなかったことを思い出すが、クラスメイト・片倉沙綾が持っていた靴を見て、カオルも持ち歩いていたことを思い出す。後を付いてくる真崎を振り切ろうとする沙綾だが、真崎とともにスケートリンク場まで辿り着いてしまう。

## 登場人物

### 主要人物
大沢 真崎（おおさわ まさき）
主人公の少女。14歳の中学2年生。身長158cm、体重50kg。一人称は「オレ」。
幼いころから師範である父から空手を叩き込まれたために、男勝りで粗暴な性格をしており、見た目も態度も男のようだが、性別は女性。昨年度の空手道全国大会の優勝者で、抜群の運動神経を持つ。だが、過去に好きだった男の子に告白し、「女気取りか」と嘲笑されたことがトラウマになっている。
ある日トラックに轢かれそうになった所を橘カオルに助けられて以来、彼に想いを寄せている。母・瞳の形見である指輪を大切にしているが、事故の件を境に紛失してしまう。その後はカオルへの憧れもあり、常葉アイススケートリンクでフィギュアスケートを習うようになる。アクセルジャンプを得意とするが、ループジャンプやルッツジャンプは苦手。
見た目の変化について模索していた時に、テレビでナオ（後述）の美容室の存在を知り、そこへ押しかけて、話を聞いたナオの手により女性らしく劇的な変身を遂げた。以降一人称は「あたし」になった。
片倉 沙綾（かたくら さあや）
真崎のクラスメイトの少女。14歳の中学2年生。身長159cm、体重49kg。
4月に真崎の中学校に転入して来たが、無愛想で他人と関わることを拒んでおり、周囲からはあまり快く思われていない。しつこく絡んでくる真崎とはたびたび対立している。真崎の額に怪我を負わせた数少ない人物。
常葉アイススケートリンクに所属するフィギュアスケート選手。かつては名古屋のスケートリンクに所属していたが、怪我を理由に無名リンクである常葉アイススケートリンクへと所属を変更した。フィギュアスケートのこととなると人が変わったように明るく、楽しげな表情を見せる。一昨年のノービスA優勝者。
橘 カオル（たちばな カオル）
トラックに轢かれそうになった真崎を助け、彼女がフィギュアスケートを始めるきっかけになった少年。14歳の中学2年生。身長155cm、体重45kg。
常葉アイススケートリンクに所属するフィギュアスケート選手。真崎と再会するも、自分が助けた人物であることに気が付いていない上、男性だと思っている。また、真崎を助けた時に彼女が紛失した母親の形見の指輪を拾い、保管している。アイスショーに登場した真崎を見て、女性であることに初めて気が付いた。
西園寺のセリフによると、全国トップの実力の持ち主である模様。
西園寺 太郎（さいおんじ たろう）
常葉アイススケートリンクに所属するフィギュアスケートのコーチ。真崎の抜群の運動神経を目の当たりにして、スケートへ勧誘し、指導している。勧誘した時点では真崎が男性であり、カオルを超える逸材だと期待していたが、劇的に変身を遂げた真崎を見て、初めて女性であることに気付く。故に1度は落胆するが、すぐに真崎の熱意と気持ちに動かされ、彼女を女性として熱心に指導する。
15年前の男子シングル全国1位。

### 真崎の家族
大沢 大五郎（おおさわ だいごろう）
真崎の父で大沢流空手道場の師範。41歳。身長193cm、体重110kgの巨漢で、夢は真崎を世界最強の（世界無差別級）空手家にすること。故に真崎がフィギュアスケートを始めたいと言い出した時は猛反対し、卑怯な方法を使ってまで阻もうとした。しかし、彼がフィギュアスケートを「ただのお遊び」と言い放った事に激怒した沙綾に2人の息子含む門下生全員の前で金的を食らい、気絶した挙句一喝される。その後生前瞳が言っていた言葉を思い出し、楽しげに滑る娘を目の当たりにした事で折れ、娘の転向を認めた。
大沢 瞳（おおさわ ひとみ）
真崎の母。故人。 楚々として穏やかな雰囲気の美人。生前、どんなに才能や素質に溢れていても「女性」である娘の真崎が、いつか男性的な空手以外のものに惹かれていくのではないかと感じ、真崎自身が望まないのなら空手をやめさせるよう大五郎に言い含めていた。
大沢 荒野（おおさわ こうや）
真崎の兄。空手道場の門下生でもあり、道場内でも上位10人には入るほどの強者。
大沢 大翔（おおさわ ひろと）
真崎の弟。姉である真崎を「兄貴」と呼ぶ。空手道場の門下生でもある。マリという彼女がいる。

### 真崎の交友関係
唯（ゆい）
真崎の幼馴染であり、友人。真崎の良き相談相手。
幼いころは真崎同様、男勝りな性格であったが、現在は広樹（ひろき）という彼氏とバカップルっぷりを見せ、女性らしくなっている。
濱田 健（はまだ けん）
真崎のクラスメイト。大沢流空手道場の門下生でもある。唯曰く、真崎のことが好きらしく、実際真崎がカオルの事を楽しげに語るのを又聞きして苛立っていた。

### フィギュアスケート関係者
菅田（かんだ）
常葉アイススケートリンクに所属するフィギュアスケートのコーチ。肥満体型をした女性で、気合の入りすぎた挨拶をしてきた真崎のことを「野蛮そうな子」と称す。
三条（さんじょう）
常葉アイススケートリンクに所属するフィギュアスケートのコーチ。
金城 美香（かねしろ みか）
沙綾がかつて所属していた、名古屋のスケートリンクに所属するフィギュアスケート選手の少女。16歳。昨年の全日本Jr.大会の優勝者。沙綾にライバル心を燃やしている。
沙綾が常葉スケートリンクに異動した原因を作ったともいえる人物。沙綾が名古屋のスケートリンクに所属していた際、事故ながらも彼女に怪我を負わせてしまう。それでも平然と笑顔で堪える沙綾に、嫉妬心からか心ない言葉を吐いてしまい、彼女を傷つけてしまう。年下であるにも関わらず、自身を上回る技術を持つ沙綾を妬み、認めようとしなかったが、真崎の姿を眺めているうちに沙綾を向き合おうと決意する。

### その他
ナオ
美容室「Soyez amoureux」の美容師。どんな女性でも美しく、綺麗に変身させることができるほどの技能を持っている。まだ男のような格好と振る舞いをしていた頃の真崎を目の当たりにしながら、彼女を「女性」と見抜いた人物。見た目と精神は女性そのものだが、実は肉体的には男性である性同一性障害者であり、その事に苦しんでいた思春期の頃は思いをぶつける場所がないために非行へと走り、自分らしく生きるために、自分を認めない家族と決別するために家出した過去を持つ。
テレビで自身を見た真崎が押しかけてきた時、彼女を劇的に変身させた。その後は彼女のショーのメイクも担当している。
レミ
美容室「Soyez amoureux」のスタッフ。後ろ髪を一纏めの団子状にしている。
坂井 博（さかい ひろし）
サカイスケートショップの店員。15年前に西園寺が出場し、優勝した男子シングルで3位だった。

## 単行本情報
1. 2009年3月4日発行 ISBN 9784088746609
2. 2009年6月4日発行 ISBN 9784088746975
3. 2009年11月4日発売 ISBN 9784088747736